# Tempestade tropical Alberto (2006)
A tempestade tropical Alberto foi o primeiro ciclone tropical da temporada de furacões no Atlântico de 2006. Alberto formou-se em 10 de Junho na porção noroeste do Mar do Caribe e então se deslocou para norte e então para nordeste, alcançando o pico de intensidade de 110 km/h antes de se enfraquecer e atingir a Flórida em Big Bend, em 13 de Junho de 2006. Então, Alberto deslocou-se através do leste da Geórgia, da Carolina do Norte e da Virgínia como uma depressão tropical antes de se tornar um ciclone tropical em 14 de Junho.
Através do Caribe ocidental, a tempestade causou chuvas torrenciais, que causaram alguns pequenos danos. Na Flórida, uma maré de tempestade associada causou danos na costa e inundações, ao mesmo tempo em que bandas de tempestade externas produziram vários tornados. A tempestade foi a responsável indireta por dois afogamentos na Baía de Tampa. Na Carolina do Norte, as chuvas torrenciais causou enchentes moderadas a severas; um menino morreu indiretamente quando ele foi arrastado, perto de Raleigh, pela enxurrada. Os remanescentes de Alberto produziram fortes ventos e deixou quatro pessoas desaparecidas nas Províncias do Atlântico, no Canadá. Em geral, os danos foram pequenos.

## História meteorológica

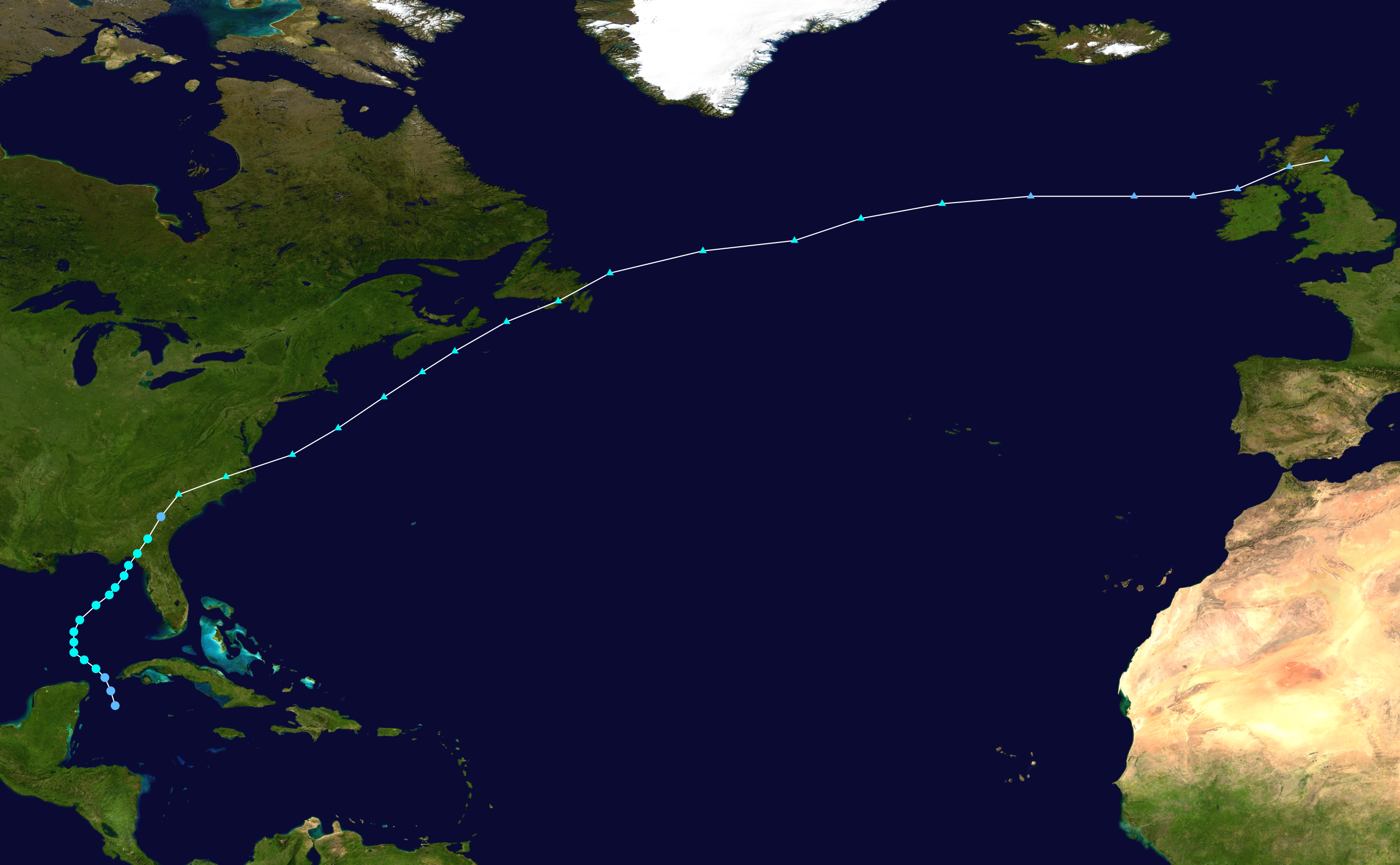
O caminho de Alberto

No começo de junho, uma área de convergência persistiu sobre a América Central e na porção ocidental do Mar do Caribe em associação com uma grande cavado de baixa pressão quase estacionário. No final de 6 de Junho, a atividade de tempestades e trovoadas diminuiu assim que o cavado se enfraqueceu, embora o cavado tenha se fortalecido novamente em 8 de Junho depois que uma onda tropical encontrou o sistema. Uma área de convecção concentrada entre o oeste de Cuba e a Península de Iucatã, e uma área de baixa pressão de altos níveis a oeste do sistema contribuíram para o aumento do fluxo externo sobre o sistema. O sistema deslocou-se lentamente para norte-nordeste e o seu desenvolvimento foi inicialmente inibido por ventos pouco favoráveis de altos níveis e pela interação com terra. O sistema organizou-se gradualmente e em 10 de Junho, uma circulação ciclônica formou-se com organização suficiente para que o Centro Nacional de Furacões o declarasse como a depressão tropical Um. Neste momento, a depressão localizava-se a cerca de 225 km ao sul do extremo oeste de Cuba.
Sob a influência de uma área de alta pressão sobre o sul do Golfo do México, a depressão seguiu para noroeste, através do Canal de Iucatã, adentrando numa área com ventos de cisalhamentos, que deslocaram as áreas de convecção para o nordeste do centro do sistema. O centro inicialmente era desorganizado e consistia-se de dois vórtices de pequena escala em associação com uma circulação ciclônica grande, porém alongada. Apesar de sua estrutura, o sistema manteve ventos fortes no seu semicírculo oriental. Baseado em dados de caçadores de furacões, que mostraram ventos de mais de 80 km/h na altitude do voo do avião, foi estimado que a depressão se fortaleceu para uma tempestade tropical no começo da madrugada de 11 de Junho. Neste momento, o centro de Alberto localizava-se a cerca de 420 km a sudoeste de Dry Tortugas ou cerca de 120 km a nordeste no extremo nordeste da Península de Iucatã. Operacionalmente, os ventos não foram considerados como indicativo da intensidade do ciclone, o que resultou no atraso na classificação por várias horas.

Imagem de radar no momento em que o centro da tempestade tropical Alberto atingia a costa dos Estados Unidos.

Depois de se tornar uma tempestade tropical, a circulação ciclônica de baixos níveis ficou mais bem definida, embora fosse previsto que os fortes ventos de cisalhamento iriam prevenir um fortalecimento significativo. Realmente, um meteorologista no Centro nacional de Furacões observou que o sistema lembrava um ciclone subtropical e também sugeriu que a tempestade poderia estar se enfraquecendo. Entretanto, áreas de convecção profunda se formaram e se desenvolveram, mesmo sob influência de ventos de cisalhamento e a aparência geral da tempestade tinha sido melhorada assim que Alberto se fortalecia lentamente. Ao mesmo tempo, Alberto começou a seguir para o norte em resposta à formação de um cavado através de uma crista de alta pressão sobre o sudeste dos Estados Unidos. Em 12 de Junho, a circulação ciclônica abruptamente se regenerou sob as áreas de convecção mais profundas que coincidiu com a passagem da tempestade sobre a Corrente de Loop. Consequentemente, Alberto se fortaleceu rapidamente, alcançando o pico de intensidade com ventos constantes (1 minuto sustentado) de 115 km/h. Neste momento, Alberto encontrava-se a cerca de 350 km a oeste-nordeste de Tampa, Flórida. Embora fosse previsto que a tempestade seguiria para uma área de águas frias e ventos de cisalhamento, os meteorologistas no Centro nacional de Furacões previram que alberto iria se tornar um furacão e atingir a costa com esta intensidade. A tempestade manteve o pico de intensidade por aproximadamente 18 horas e, enquanto a tempestade acelerava para nordeste, as áreas de convecção diminuíram assim que seu padrão de nuvens ficou alongado. Em 13 de Junho, ar seco começou a afetar a circulação ciclônica, deixando o centro da tempestade exposto, afastado das áreas de convecção enquanto em que o raio de vento máximo aumentou grandemente. Uma parede do olho formou-se no semicírculo ocidental do centro, entretanto, os ventos estavam muito abaixo da força de um furacão. Alberto continuou a se enfraquecer e atingiu a costa da Flórida por volta das 16:30 UTC de 13 de Junho com ventos constantes de 70 km/h perto de Adams Beach, Flórida, ou a cerca de 80 km a sudeste de Tallahassee.

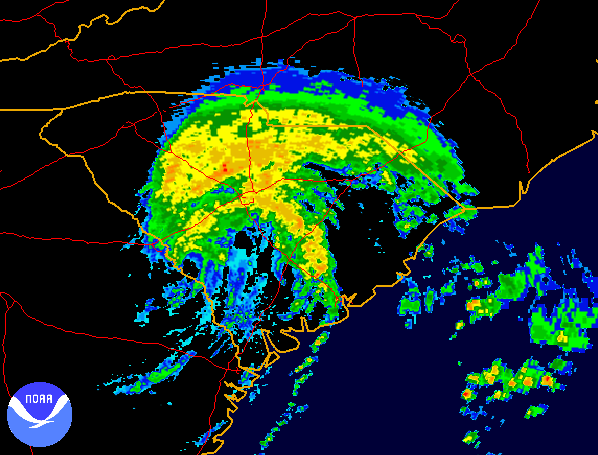
A tempestade tropical sobre a Carolina do Sul.

A tempestade manteve um padrão de nuvens bem organizado e bandas de tempestade destacadas persistiram sobre terra e Alberto continuou a produzir ventos equivalentes a uma tempestade tropical assim que continuava sobre a Geórgia. No começo da madrugada de 14 de Junho, a tempestade se degenerou para uma depressão tropical. Neste momento, Alberto encontrava-se perto da cidade de Millen, Geórgia. Alberto começou a perder as características tropicais logo depois e cerca de 6 horas depois de ter se enfraquecido para uma depressão tropical, Alberto tornou-se um ciclone extratropical. No final de 14 de Junho, Alberto começou a acelerar para nordeste e emergiu no Oceano Atlântico e em 15 de Julho, o ciclone extratropical entrou na área de responsabilidade do Centro Canadense de Furacões. Assim que emergiu no mar, o sistema extratropical ex-Alberto começou a se intensificar; no final daquele dia, os remanescentes extratropicais de Alberto atingiram o pico de intensidade com ventos constantes de 105 km/h e uma pressão atmosférica mínima de 969 mbar, a uma curta distância de Nova Escócia, Canadá, assim que apresentava uma estrutura bem definida na forma de uma vírgula. Após passar sobre a Ilha Sable, Os remanescentes de Alberto cruzaram a Península de Avalon na Terra Nova em 16 de Junho. A tempestade extratropical então começou a seguir para leste-nordeste e para leste assim que continuava a se deslocar rapidamente e em 19 de Junho, os remanescentes de Alberto fundiram-se com uma frente fria em aproximação perto das Ilhas Britânicas.

## Preparativos
O governo de Cuba retirou mais de 27.000 pessoas na parte oeste do país devido à ameaça de enchentes. O Centro Nacional de Furacões recomendou avisos de tempestade tropical para a Isla de la Juventud e para a província de Pinar del Río no começo da madrugada de 10 de Junho, mas o governo cubano não emitiu qualquer aviso.
No noroeste da Flórida, autoridades emitiram uma evacuação obrigatória para cerca de 21.000 cidadãos nos condados de Levy, Citrus e Taylor. escolas foram fechadas e convertidas em abrigos. Cerca de 350 residentes costeiros se refugiaram nestes abrigos de emergência. Antes da chegada da tempestade, o governador da Flórida, Jeb Bush declarou estado de emergência para o estado. Um alerta de tempestade tropical foi primeiramente emitido para porções do noroeste da Flórida, cerca de 43 horas antes da chegada da tempestade. Assim que foi previsto que Alberto continuaria a se intensificar, o Centro Nacional de Furacões emitiu um aviso de furacão entre Longboat Key e o Rio Ochlockonee cerca de 25 horas da chegada da tempestade; um aviso de tempestade tropical também foi estendido para o sul até Englewood e para oeste até Indian Pass. Um aviso de tempestade tropical também foi emitido para as áreas entre Flager Beach, Flórida até a foz do Rio Santee, na Carolina do Sul. Após Alberto ter atingido terra, o escritório local do Serviço Nacional de Meteorologia dos Estados Unidos emitiu um alerta de enchente para porções da Carolina do Norte, da Virginia e da Península de Delmarva. Além do mais, avisos de enchentes e de enchentes de curta duração foram emitidos para porções da Carolina do Sul e Virginia.
Enquanto Alberto estava se tornando extratropical sobre terra, o Centro Canadense de Furacões emitiu avisos de ventania para as águas próximas à costa de Nova Escócia e depois para Terra Nova. Além do mais, o Centro de Previsões de Tempestades Atlânticas emitiu avisos de ventos em terra para regiões da costa de Nova Escócia. Devido à ameaça de alta precipitação, o Centro de Previsão de Tempestades Atlânticas emitiu avisos de forte precipitação para todas as regiões da costa atlânticas de Nova Escócia.

## Impactos

### Caribe (Caraíbas) e México
Assim que se formou, a depressão tropical que iria mais tarde dar origem à tempestade tropical Alberto produziu chuvas fortes sobre o oeste do Mar do Caribe. Uma estação meteorológica em Grande Caimã registrou 577 mm em 24 horas. Em Cuba, a precipitação acumulada chegou a 445 mm na província de Pinar del Río. Na Isla de la Juventud, a precipitação acumulada chegou a 398 mm em Sumidero e na província de Havana, a precipitação acumulada chegou a 215 mm em Playa Baracoa. Uma boa parte da precipitação caiu num período razoavelmente curto. A precipitação foi benéfica devido às condições de estiagem na região. Em Havana, a chuva danificou mais de 40 casas, três dos quais foram destruídas completamente. Isto causou a retirada de 284 pessoas.
Alberto também causou quantidades moderadas de precipitação acumulada no México, sendo que chegou a 100 mm em Peto, Iucatã. Alguma chuva associada a Alberto também foi registrada nos estados mexicanos de Quintana Roo e no leste de Campeche.

### Flórida
A grande área de convecção associada causou chuvas fortes dobre a Flórida. A precipitação máxima no estado foi de 180 mm numa estação a 8 km a leste de Tarpon Springs. Ventos constantes da tempestade chegaram oficialmente a 65 km/h em St. Petersburg, com rajadas de vento de 90 km/h. Depois de Alberto ter atingido o noroeste da Flórida, a tempestade produziu uma maré de tempestade moderada que alcançou, não oficialmente, o pico de 2,2 m na Central Nuclear de Crystal River. A combinação das fortes ondas e da maré ciclônica causaram algumas inundações costeiras ao longo da costa noroeste da Flórida. Seis tornados foram gerados no estado pelas bandas externas de tempestade de Alberto, nenhum dos quais causou danos sérios.
Sobre áreas costeiras, a enchente causada pela maré ciclônica causou alguns danos pequenos a dezenas de casa e também fechou várias rodovias. Perto de Homosassa, duas pessoas que não saíram de suas casas precisaram de resgate. No Parque Estadual de Egmont Key, uma mulher caiu na água quando uma pancada de chuva e correntes de maré dificultaram a navegação; seu marido e um amigo afogaram-se quando tentavam salvá-la sem coletes salva-vidas, embora a mulher tenha retornado para o barco em segurança. A chuva causou algumas inundações temporárias em rodovias, embora a precipitação foi grandemente benéfica para aliviar as condições de seca. Rajadas de vento moderados causaram a interrupção de energia elétrica em algumas áreas e derrubaram algumas árvores na porção nordeste do estado. Ao todo, os danos totais no estado foram calculados em $390.000 dólares (2006).
Pouco antes de Alberto atingir a costa, a Guarda Costeira dos Estados Unidos começou as buscas em Boynton Beach de um barco depois que a polícia recebeu a chamada que um barco havia desaparecido levando nove passageiros com ele. Depois de procurar por cerca de 24 horas a um custo de $278.000 dólares, as autoridades determinaram que se tratava de um trote e prenderam um homem, que foi condenado a três anos de cadeia.

### Sudeste dos Estados Unidos
Enquanto a tempestade movia-se sobre o estado de Geórgia, ventos moderada afetaram a costa do estado, com as rajadas de vento chegando oficialmente a 72 km/h. A precipitação acumulada variou entre 75 a 125 mm sobre a porção sudeste do estado, sendo que em alguns lugares isolados choveu 179 mm, como em Rincon. Alberto prodiziu uma maré de tempestade de 2,6 m em Fort Pulaski, sendo que lá a maré ciclônica causou alguns danos ao longo da costa.
Alberto produziu ventos com intensidade equivalente a uma tempestade tropical ao longo da costa da Carolina do Sul; em Edisto Beach, os ventos alcançaram 82 km/h. A tempestade causou chuvas sobre boa parte do estado, sendo que em Pritchardville alcançou 112 mm. As marés ciclônicas alcançaram 2,4 m acima do nível normal na costa de Ilha Fripp, sendo que lá foi registrado algumas áreas afetadas por ressaca. Enquanto Alberto estava se tornando um ciclone extratropical, as bandas de tempestade de Alberto geraram sete tornados confirmados no estado, apesar de que todos não passaram de F0 na escala Fujita. O Serviço Nacional de Meteorologia dos Estados Unidos disse que mais tornados poderiam ter ocorrido no estado. Os tornados causaram alguns danos pequenos, embora os danos gerais através do estado também fossem pequenos.
Os remanescentes de Alberto provocaram chuvas torrenciais através da porção norte da Carolina do Norte, inclusive no estado foi registrado a maior precipitação acumulada nos Estados Unidos; choveu 182 mm em Raleigh, de acordo com o escritório local do Serviço Nacional de Meteorologia. As chuvas quebraram recordes em algumas estações, Sendo que a estação no Aeroporto Internacional de Raleigh-Durham a precipitação acumulada foi a maior já registrada num período de 24 horas. A chuva deixou inundado certas porções da região central do estado, sendo que 45 avisos de enchentes de curta duração foram emitidos pelo escritório do Serviço Nacional de Meteorologia em Raleigh. A polícia e os bombeiros no Condado de Wake tiveram que fazer 47 operações de resgate. Além do mais, o telefone de emergência 911 recebeu mais do que 1.076 chamadas para ajuda. As enchentes de curta duração ocorreram na área. O corpo de água de Carbtree Creek em Raleigh chegou a 7,2 m acima do nível normal; Esta foi a segunda maior elevação do nível da história do corpo de água. Transbordado, o corpo de água causou enchentes que quase cobriram alguns carros e fechou o shopping local. Grande enchentes foram registradas em toda a região, que fechou várias rodovias e danificou algumas casas. No Condado de Franklin, um garoto de 8 anos afogou-se depois de ter sido sugado num sistema de drenagem de água; a morte foi considerada indireta porque o garoto queria pegar uma bola que tinha caído no sistema de drenagem. Perto da costa, a tempestade produziu várias trombas de água, sendo que alguns atingiram a costa do nos condados de Dare e Carteret. Um tornado F0 atingiu Morehead City. Rajadas de vento alcançaram 96 km/h, derrubando várias árvores e derrubou a cobertura de um estábulo. Os danos no estado totalizaram $300.000 dólares.
As chuvas da tempestade estenderam-se até a Virginia, na costa leste de Maryland e no extremo sul de Delaware. Em Virginia Beach, a precipitação acumulada chegou a 147 mm, o que causou enchentes de curta duração em Hampton Roads. A enchente fechou várias rodovias, embora não causaram grandes danos.

### Canadá
Os remanescentes extratropicais de Alberto produziram ventos fortes sobre as Províncias do Atlântico do Canadá, sendo que foi registrados rajadas de vento de 119 km/h no distrito de Barrington, Nova Escócia. Os ventos constantes máximos chegaram a 83 km/h. As chuvas da tempestade foram moderadas, sendo que em algumas localizadas registraram 10 mm por hora. Em várias localidades, a chuva passou de 50 mm. Devido ao solo estar já encharcado, os ventos fortes derrubaram várias árvores e algumas postes de eletricidade, causando interrupções de fornecimento de energia localizados. Chuvas e ventos moderados afetaram Terra Nova. De acordo com a imprensa local, a passagem da tempestade deixou quatro marinheiros desaparecidos a cerca de 370 km ao sul de Nova Escócia.